# Carl Alois Rusch
Carl Alois Rusch (Appenzell, 17 augustus 1883 – Appenzell, 29 april 1946) was een Zwitsers politicus. 

## Loopbaan
Carl Alois Rusch was lid van de rooms-katholieke Zwitserse Conservatieve Volkspartij (SKVP, voorloper van de huidige Christendemocratische Volkspartij). Hij had zitting in de Standeskommission (regering) van het kanton Appenzell Innerrhoden.
Rusch was tussen 1923 en 1946 afwisselend Pannerherr (dat wil zeggen plaatsvervangend regeringsleider) en Regierend Landamman (dat wil zeggen regeringsleider) van het kanton Appenzell Innerrhoden.
Hij overleed in 1946 op 62-jarige leeftijd.

## Landammann
- 29 april 1923 - 26 april 1925 — Pannerherr
- 26 april 1925 - 24 april 1927 — Landammann
- 24 april 1927 - 28 april 1929 — Pannerherr
- 28 april 1929 - 26 april 1931 — Landammann
- 26 april 1931 - 30 april 1933 — Pannerherr
- 30 april 1933 - 28 april 1935 — Landammann
- 28 april 1935 - 25 april 1935 — Pannerherr
- 25 april 1937 - 30 april 1939 — Landammann
- 30 april 1939 - 27 april 1941 — Pannerherr
- 27 april 1941 - 2 mei 1943 — Landammann
- 2 mei 1943 - 29 april 1945 — Pannerherr
- 29 april 1945 - 29 april 1946 — Landammann